# انسان‌نما

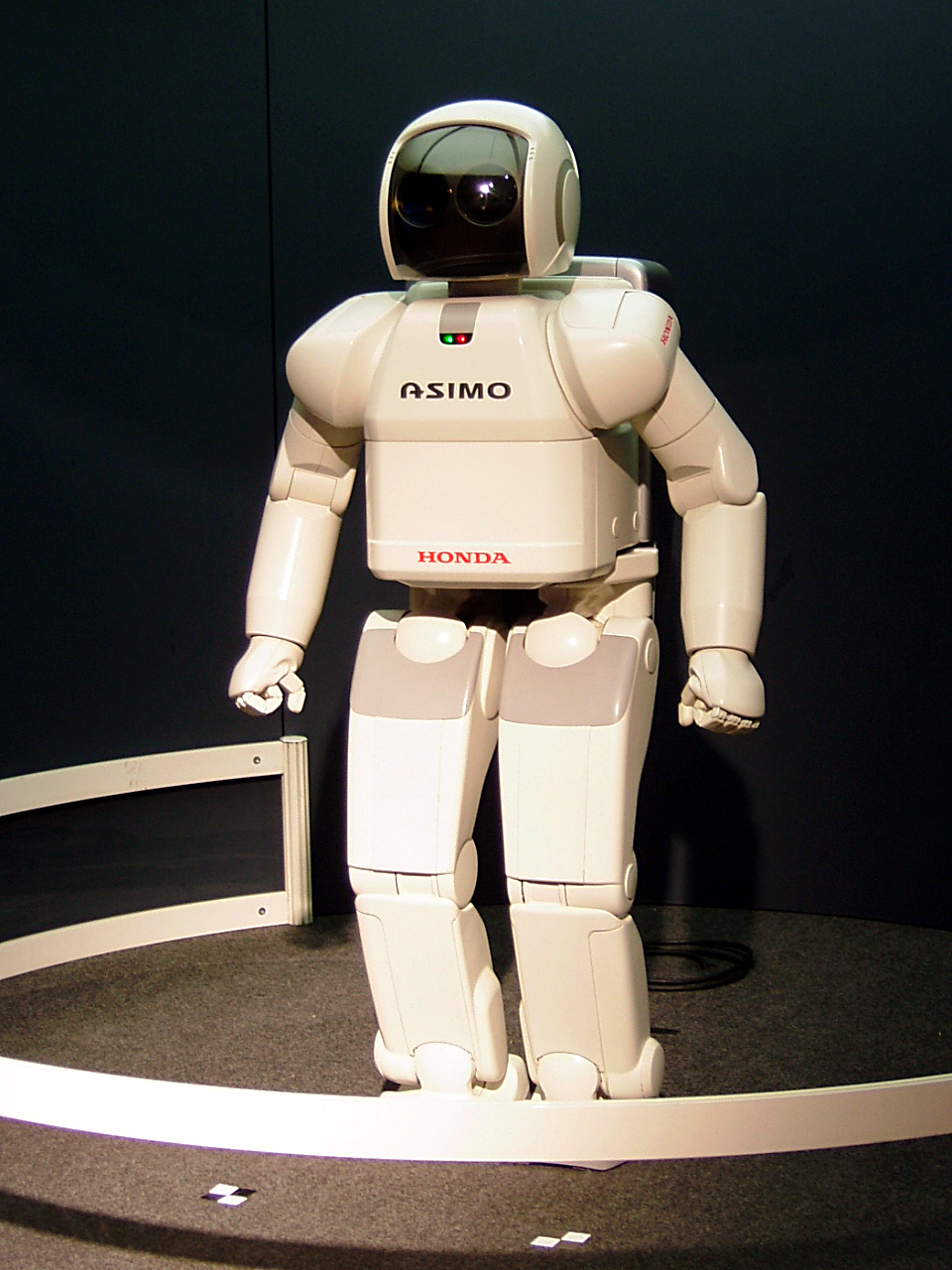
روبات آسیمو، ساخت شرکت هوندا نمونه‌ای از یک انسان نما می‌باشد

انسان‌نما (به انگلیسی: Humanoid) اصطلاحی است که به چیزی که از نظر ظاهر شبیه به انسان باشد، گفته می‌شود. قدیمی‌ترین استفاده از این واژه به سال 1870 برمی گردد، در آن زمان این کلمه به بومیانی گفته می‌شد که مناطق آنان توسط اروپائیان به مستعمره‌نشین تبدیل شد. در قرن بیستم این کلمه برای توصیف فسیلهایی به کار می‌رفت که از نظر ریخت شناسی شبیه، ولی نه یکسان، به استخوان بندی انسان بودند . اگر چه از نظر علمی این نوع استفاده در سراسر قرن بیستم معمول بوده‌است، منتها الان به ندرت به این معنی به کار میرود . به شکل عمومی تر این کلمه می‌تواند به هر چیزی که دارای مشخصات یا مشابهت‌های انسانی باشد، گفته شود ؛ مانند دارندگان انگشت شست، دید دو چشمی در طیف مرئی یا آن‌هایی که روی پنجه‌های دو پا راه میروند.

## انسان نماها در داستان‌های علمی-تخیلی
در فیلم‌های تخیلیِ فضایی، واژه انسان نما اغلب به موجودات فرازمینی گفته می‌شود که دارای مشخصه‌های انسانی می‌باشند.

### موجودات تخیلی فرازمینی
در بسیاری از داستان‌های علم-تخیلی، دلیل وجود انسان نماها توضیح داده نشده‌است و این امر باعث نوعی ناباوری دربارهٔ این موجودات می‌شود.
در پیشتازان فضا، فراوانی انسان نماهای خارجی در فضا را در داستان مربوط به تمدن انسان‌های نخستین دنبال می‌کند و اینگونه می‌گوید که انسان نماهای نخستین با پخش سلول‌های ژنتیکی در کیهان، باعث تکامل یافتنِ حیاط این موجود و پخش شدن آن‌ها در مقیاسِ وسیعی از کیهان شدند.

### در سفینه‌های تخیلی فضایی
در این شاخه از داستان‌های علمی-تخیلی، انسان نماها اغلب به چیزهایی گفته می‌شود که قصد ربودن انسان‌ها و قربانی کردن آن‌ها را دارند.

## در رباتیک

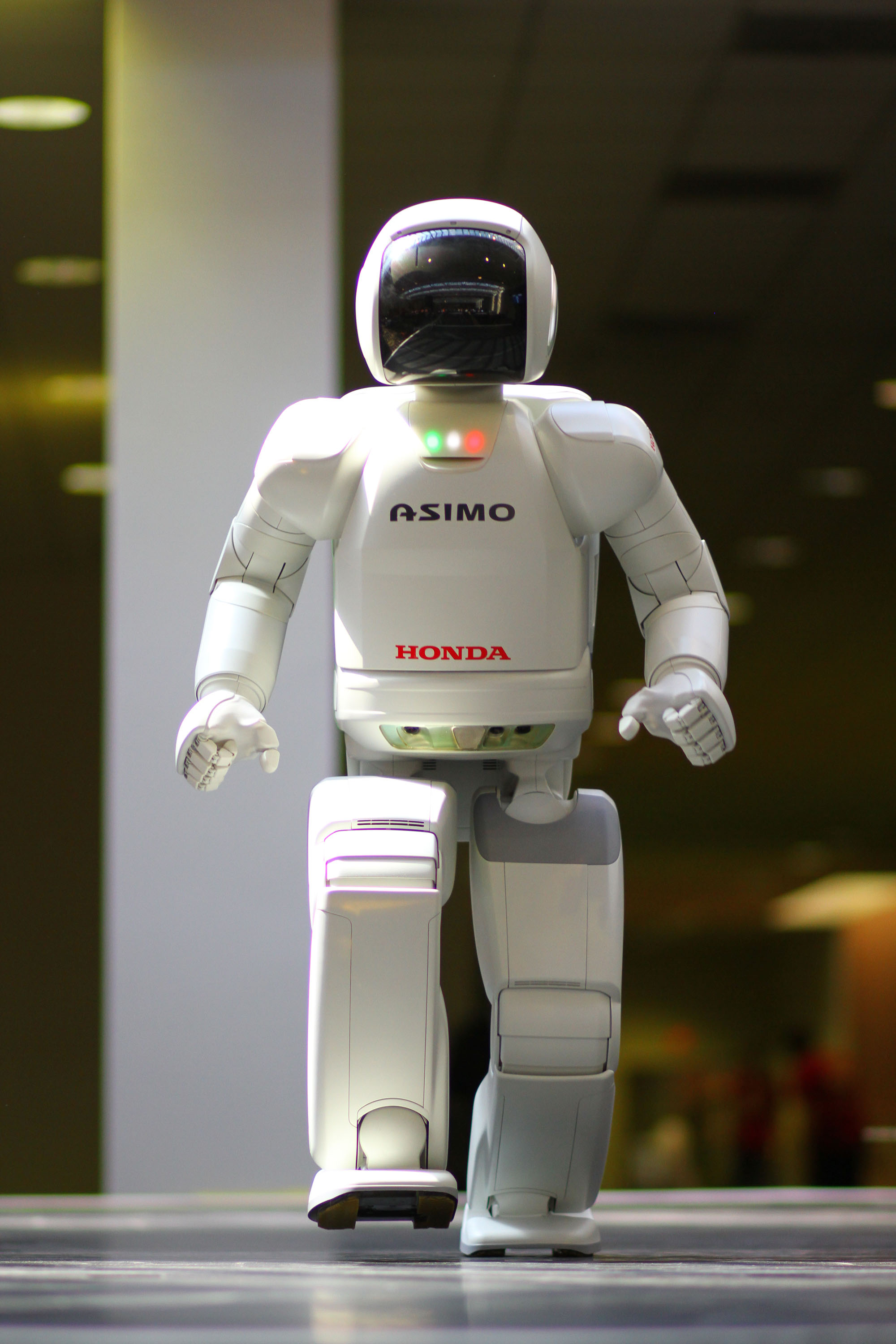
ربات آسیمو.

یک ربات انسان نما، رباتی است که بر اساس ساختار یک انسان ساخته شده‌است ؛ مواردی مثل این که ربات بر روی دو پایش راه برود، یک تنه فوقانی داشته باشد، دو بازو داشته باشد و دو پا و یک سر داشته باشد. یک ربات انسان نما لازم نیست که به شکل دقیق یک شخص واقعی باشد، به عنوان مثال ربات انسان نمای آسیمو به جای صورت، یک کلاه ایمنی دارد .
اندروید ( نر ) و ژینوید ( ماده )  رباتهای انسان نما هستند ؛ آن‌ها به گونه ای طراحی شده‌اند که شبیه‌ترین شکل ممکن به انسان را داشته باشند . البته گاهی این کلمات به معنی انسان نما هم به کار می‌روند. 
رباتهای انسان نمای زیادی در داستان‌های تخیلی وجود دارند، در دهه 1990 تعدادی رباتهای انسان نمای واقعی تولید شد. تعدادی هم آندروئیدهای مشابه با انسان واقعی هم از سال 2002 ساخته شدند . مشابه با رباتها، گاهی آواتار‌های مجازی هم‌زمانی که شبیه انسان‌ها باشند، ممکن است انسان نما خوانده شوند .